# Сава Муткуров
Сава Атанасов Муткуров е български и руски офицер – генерал-майор от пехотата, политик – регент на Княжество България (1886 – 1887), военен министър (1887 – 1891) в правителството на Стефан Стамболов.
Той е първият български офицер, получил орден „За храброст“ I ст., и първият български офицер с генералско звание.

## Биография
Роден е на 4/16 декември 1852 г. в Търново. Известно време учи във Военномедицинското училище в Цариград. През 1872 г. завършва Юнкерското пехотно училище в Одеса. През следващите години служи в Руската армия. Участва, заедно с други български доброволци, в Сръбско-турската война (1876). По време на Руско-турската война (1877 – 1878) е командир на рота в 54-ти мински пехотен полк.
След Освобождението на България, в периода 1879 – 1885 г., Муткуров е на служба в милицията на Източна Румелия – първоначално в 1-ва пловдивска дружина, а след това – в Главния щаб. Участва активно в осъществяването на Съединението на Княжество България и Източна Румелия през 1885 г. През 1885 г. е на служба в Царибродската каза. В периода от 6 до 8 септември 1885 г. е член на временното правителство, образувано след Съединението в Пловдив. Заедно с Димитър Ризов се явяват при княз Александър I Батенберг в Шумен със задачата да го уведомят за подготвеното дело и да получат съгласието му.
По време на Сръбско-българската война командва десния фланг и центъра при настъплението към Пирот (14 – 15 ноември). Началник е на войските, които се сражават на Царибродската позиция на 13 ноември. След войната е началник на Пловдивския гарнизон и командир на 5-а пеша бригада.
След преврата през 1886 г., целящ детронирането на княз Александър I Батенберг, Муткуров, заедно със Стефан Стамболов, е сред основните организатори на контрапреврата. Стамболов го назначава за главнокомандващ на лоялните към княза военни части. Войници от Пловдивския гарнизон са прехвърлени в София и арестуват някои от заговорниците, а останалите бягат в чужбина. След абдикацията на княз Александър Батенберг на 7 септември* 1886 г. е избран за регент в Регентския съвет на Княжество България заедно със Стефан Стамболов и Петко Каравелов. Остава на поста до 14 август 1887 г., когато регентството е разпуснато поради избора на новия български княз Фердинанд I.
На 1 септември Муткуров е назначен за военен министър в новообразувания кабинет на Стефан Стамболов. На 6 декември 1887 се жени се за Мара Стамболова – сестра на Стефан Стамболов. На 4 февруари 1891 г. е освободен от поста и е повишен в генерал-майор.
Ген. Сава Муткуров умира в Неапол на 15 март* 1891 г. Погребан е в църквата „Свети Спас“ в София.

## Памет
На генерал Сава Муткуров е наречена улица в квартал „Драгалевци“ в София (Карта)
На генерал Сава Муткуров е наречена улица в квартал "Централен" в Пловдив.

## Награди
- Орден „За храброст“ I ст., IV ст. 2-ри клас
- Орден „Св. Александър“ I ст. без мечове и II ст. с мечове
- Орден „За заслуга“ – сребърен
- Медал „За Войната със Сърбия“
- Кръст „За Възшествието на Княз Фердинанд I в 1887 г.“
- Руски орден „Св. Ана“ III ст. с мечове и лък[4]
- Руски орден „Св. Станислав“ III ст. с с мечове и лък
- Руски медал „В памет на руско-турската война от 1877 – 1878 г.“